# Garde nationale norvégienne
La garde nationale norvégienne (en norvégien : Heimevernet) est une force de mobilisation rapide de l'armée norvégienne. Fondée le 6 décembre 1946, il s'agit de la deuxième plus jeune branche des forces norvégiennes après la Cyber Force norvégienne. Elle possède des unités de défense terrestre, maritime et aérienne, ainsi que des volontaires et du personnel de conscription issus de toutes les branches. Son objectif principal est la défense locale et le soutien civil, mais elle peut également détacher des volontaires pour des opérations internationales.

## Organisation
Elle est divisée en districts ("districts HV"), qui sont eux aussi divisés en unités plus petites, couvrant généralement une seule municipalité. En temps de guerre, l'Heimevernet sera généralement utilisé pour protéger l’infrastructure locale et la population, mais pourra également servir de troupes régulières. Comme elle comprend pour la plupart des locaux, il convient parfaitement à la guérilla, au sabotage, aux embuscades.

## Force
La garde nationale emploie 1 200 personnes en temps de paix. Le niveau de préparation élevé est à 3 000 membres pour la Force de réaction rapide, 25 000 personnels pour la "force de renforcement" et 20 000 personnels de la "force de suivi". L’effectif total de la garde nationale est d’environ 45 000.

## Échange de troupes
La garde nationale échange chaque année des troupes avec la Minnesota National Guard (en). L’échange est né de soldats américains norvégiens envoyés en Norvège pour assister les combattants de la résistance durant la Seconde Guerre mondiale. Dans le cadre de l'échange, les membres de la garde américaine sont envoyés sur la base aérienne de Værnes et les Norvégiens au camp Ripley (en). Les troupes se complètent et progressent dans la région.

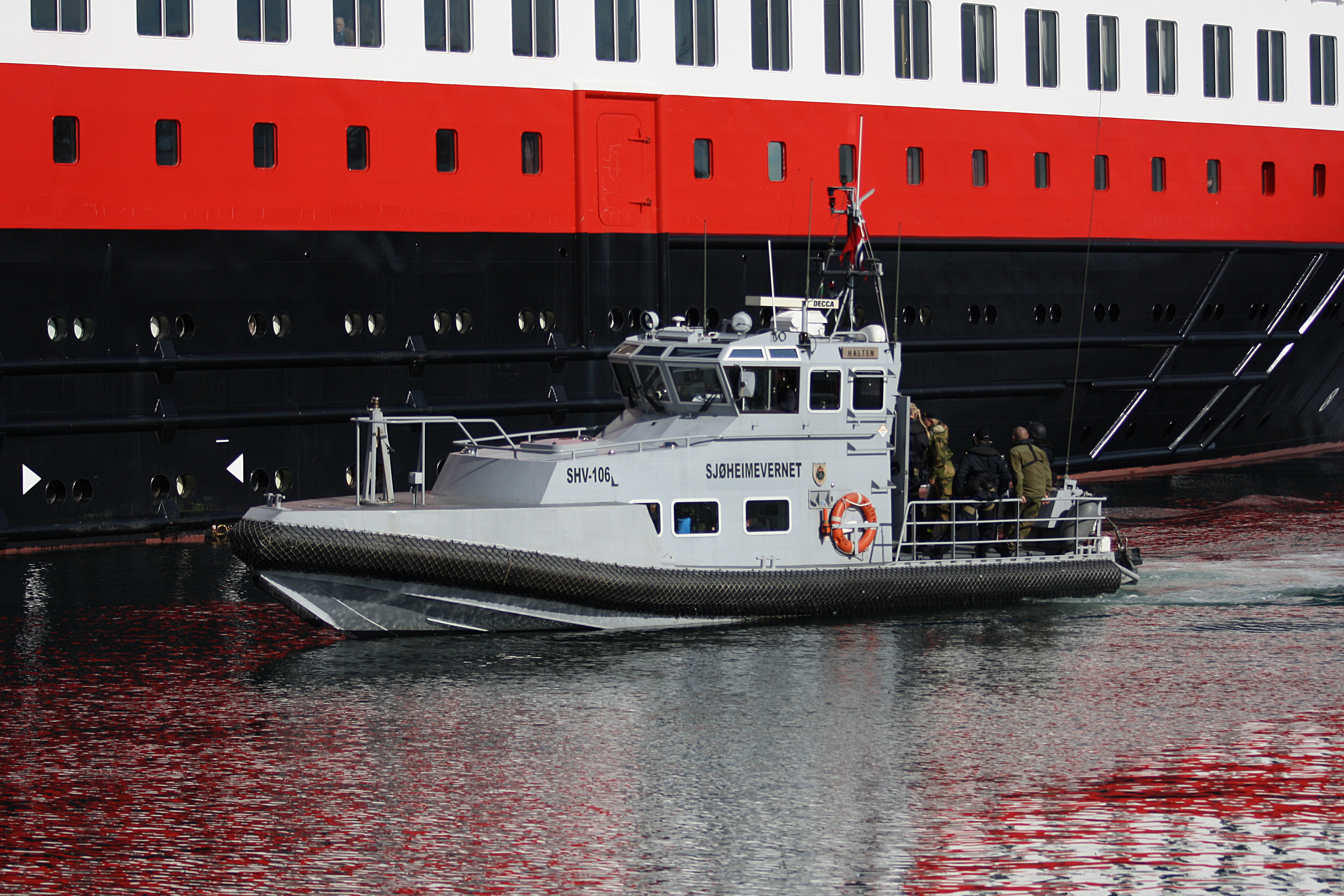
Navire de la garde nationale

## Les forces de réaction rapide
Depuis 2005, la garde nationale a formé une force hautement opérationnelle dotée d’un personnel mieux formé et mieux équipé. C'est ce qu'on appelle la "force de réaction rapide" (en norvégien : Innsatsstyrke). Cette dernière peut être mobilisée rapidement et constitue une ressource nationale.
Les soldats proviennent souvent des forces armées opérationnelles et s'engagent chacun pour un minimum de 3 ans de service. Ils doivent constamment mettre à jour et développer leurs compétences militaires. Ils peuvent assister à un certain nombre de cours, de missions, de groupes de travail et d’autres activités de défense.
Il existe une force de réaction rapide par district, soit 3 000 hommes et femmes. Elle est le fer de lance de la Home Guard norvégienne et comprend des unités flexibles et mobiles. Elle a la priorité absolue en matière d’armes, de matériel et de ressources d’entraînement. La force est prête à réagir en quelques heures aux actes de terrorisme, aux alertes à la bombe et à d'autres urgences. En temps de paix, les FRR peuvent aider la police et la communauté civile dans diverses tâches, notamment assurer la sécurité du public et faire respecter les règles de la police.
Les FRR sont nommés d'après les opérations exécutées pendant la Seconde Guerre mondiale par la compagnie indépendante norvégienne 1:
- Oslofjord HV-district 01: FRR Polar Bear VI
- Oslo and Akershus HV-district 02: FRR Derby
- Telemark and Buskerud HV-district 03: FRR Gunnerside
- Opplandske HV-district 05: FRR Grebe
- Agder and Rogaland HV-district 08: FRR Osprey and Varg
- Bergenhus HV-district 09: FRR Bjørn West
- Møre and Fjordane HV-district 11: FRR Archery
- Trøndelag HV-district 12: FRR Rype
- Sør-Hålogaland HV-district 14: FRR Heron
- Nord-Hålogaland HV-district 16: FRR Claymore
- Finnmark HV-district 17: FRR Ida & Lyra and Delfin

La branche navale de la garde nationale était composée de quatre FRR, mais le gouvernement norvégien a fermé les unités en 2017 en raison des économies réalisées.
- Sud: FRR Bundle
- Ouest: FRR Salamander
- Nord: FRR Waxwing et FRR Anklet

Les forces de réaction rapide se composent de plusieurs pelotons différents dans chaque district. De cette façon, chaque district sera en mesure de réagir à tout type d'incident qui pourrait survenir sans avoir à faire appel à une aide extérieure. Chaque district (avec quelques variantes) aura des opérateurs formés dans ces différents types d’unités:
- Jegertropp (Reconnaissance)
- Skarpskyttertropp (Tireurs d'élite)
- MP-tjeneste (Police militaire)
- Hundetjenesten (Unité cynotechnique)
- ABC-tropp (NBC)
- Stabstropp (état major - communications, renseignement, transport et logistique)
- Dykkerlag (Plongeurs)
- Sanitetstropp (Unité médicale)
- Sambandstropp (Transmissions)
- Innsatstropper (FRR)
- Kystmeldepost (Surveillance des côtes)
- Bordingslag (Observation, contrôle, inspection et prise en charge des navires / bateaux)

Une unité mécanisée légère a été créée dans les districts 12, 14 et 16. Elle est appelée Multi-Troppen, et opère des Mercedes Classe G gelandewagen fabriqués sur mesure et constitue le fer de lance de la FRR.

## Équipement

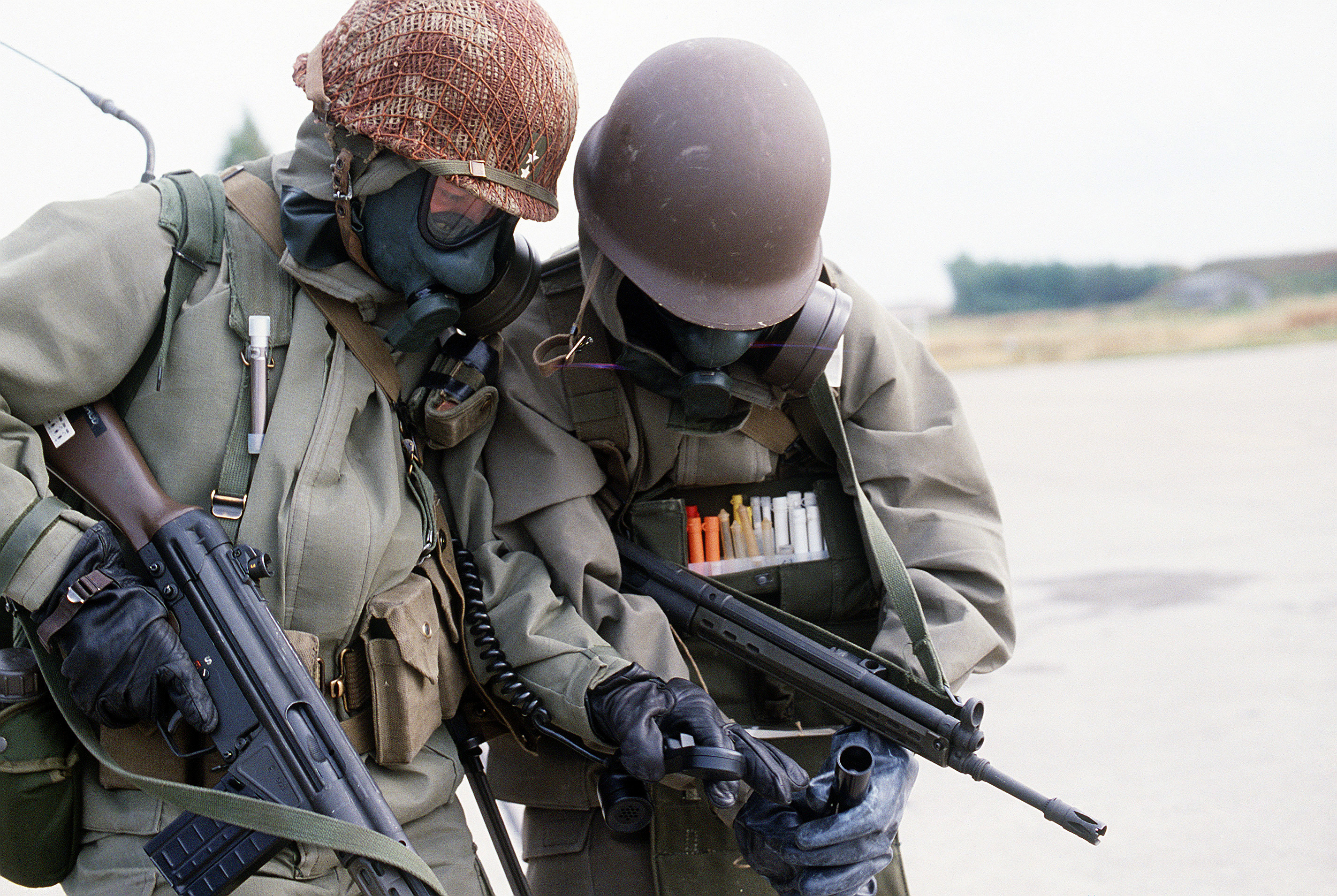
Garde nationale norvégienne avec AG-3

Jusqu'à la fin des années 1960, la garde nationale utilisait des armes d'occasion de l'armée norvégienne. À la fin de la période, elle s'équipa d'armes de plus en plus modernes et lourdes.
Aujourd'hui, la garde utilise des armes légères comme les mitraillettes MP-5 et MP-7, les fusils automatiques AG-3 et HK416 et les mitrailleuses MG-3 et FN Minimi, ainsi que des M82 et Glock 17.
La flotte de véhicules comprend principalement des Mercedes-Benz Classe G, des ambulances, et des camions Scania.

## Districts
Région 1
- Oslofjord Heimevernsdistrikt 01 – HV-01 – Rygge
- Oslo og Akershus Heimevernsdistrikt 02 – HV-02 – Lutvann
- Telemark og Buskerud Heimevernsdistrikt 03 – HV-03 – Heistadmoen
- Opplandske Heimevernsdistrikt 05 – HV-05 – Terningmoen (en)

Région 2
- Rogaland Heimevernsdistrikt 08 – HV-08 – Vatneleiren (en)
- Bergenhus Heimevernsdistrikt 09 – HV-09 – Bergenhus

Région 3
- Møre og Romsdal Heimevernsdistrikt 11 – HV-11 – Setnesmoen
- Trøndelag Heimevernsdistrikt 12 – HV-12 – Værnes
- Sør-Hålogaland Heimevernsdistrikt 14 – HV-14 – Drevjamoen

Région 4
- Nord-Hålogaland Heimevernsdistrikt 16 – HV-16 – Elvegårdsmoen
- Finnmark Heimevernsdistrikt 17 – HV-17 – Porsangermoen